# In Square Circle
In Square Circle è un album di Stevie Wonder, pubblicato dalla Motown nel 1985.

## Tracce
1. Part-Time Lover – 4:12
2. I Love You Too Much – 5:27
3. Whereabouts – 4:17
4. Stranger on the Shore of Love – 5:00
5. Never in Your Sun – 4:06
6. Spiritual Walkers – 5:13
7. Land of La La – 5:12
8. Go Home – 5:18
9. Overjoyed – 3:42
10. It's Wrong (Apartheid) – 6:52

## Formazione
- Steve Wonder - Voce, Batteria, Sintetizzatore, Percussioni, Pianoforte, Clavicembalo, Fisarmonica, Armonica a bocca, Piano elettrico, Suoni ambientali, Cora

Ospiti:
- Luther Vandross: Cori
- Syreeta Wright: Cori
- Philip Bailey: Cori
- Keith John: Cori
- Melody McCully: Cori
- Billy Durham: Cori
- Peter Byrne: Cori
- Renee Hardaway: Cori
- Darryl Phinnessee: Cori
- Deniece Williams: Cori
- Howard Smith: Cori
- Edwin Birdsong: Sintetizzatore
- Larry Gittens: Tromba
- Bob Malach: Sax
- Janice Moore: Cori
- Cheta Akins: Cori
- Carolyn Garrett: Cori
- Valencia Cox: Cori
- Ruthell Holmes: Cori
- Kay Gibbs: Cori
- Ben Bridges: Chitarra
- Rick Zunigar: Chitarra
- Earl Klugh: Chitarra
- Paul Riser: Arrangiamento archi
- Musa Dludla: Cori
- Thandeka Ngono-Raasch: Cori
- Linda Bottoman-Tshabalala: Cori
- Muntu Mvuyana: Cori
- Lorraine Mahlangu-Richards: Cori
- Fana Kekana: Cori
- Tsepo Mokone: Cori

## Classifiche

### Classifiche settimanali
| Classifica (1985/86) | Posizione massima |
| -------------------- | ----------------- |
| Australia            | 8                 |
| Austria              | 12                |
| Canada               | 7                 |
| Francia              | 11                |
| Germania             | 8                 |
| Giappone             | 3                 |
| Italia               | 3                 |
| Norvegia             | 3                 |
| Nuova Zelanda        | 7                 |
| Paesi Bassi          | 16                |
| Regno Unito          | 5                 |
| Spagna               | 1                 |
| Stati Uniti          | 5                 |
| Stati Uniti (R&B)    | 1                 |
| Svezia               | 2                 |
| Svizzera             | 4                 |

### Classifiche di fine anno
| Classifica (1985) | Posizione |
| ----------------- | --------- |
| Canada            | 29        |
| Francia           | 21        |
| Italia            | 21        |
| Spagna            | 14        |
| Classifica (1986) | Posizione |
| Giappone          | 19        |
| Spagna            | 15        |
| Stati Uniti       | 18        |